# 樋口政幸
樋口政幸（ひぐち まさゆき、1979年1月15日 - ）は、日本の車いす陸上競技の国内トップアスリート。

## 来歴・人物
新潟県十日町市出身。
2003年、長野県内企業に勤務していた24歳の時にバイク事故で脊髄を損傷し、車いす生活となった。事故から半年後、リハビリ施設に入所している時に車いすマラソンに誘われる。健常者の時に長野マラソンに出場したこともあり、すぐに“競技”としての車いすマラソンにのめり込み、頭角を現す。
2010年9月、トレーナーの住む安曇野市に移住。2012年ロンドンパラリンピック、2016年リオデジャネイロパラリンピックに出場。2016年リオデジャネイロパラリンピックではT54クラス5000mで日本人過去最高順位である4位入賞、1500mでは日本人で初めて決勝へ進出し、8位入賞の快挙を達成した。2021年東京パラリンピックでも1500mと5000mに出場。5000mで8位入賞を果たしている。
T54クラス5000m日本記録保持者。800m・1500m元日本記録保持者。

## 主な戦績
- 2009年
  - 4月　長野車いすマラソン（ハーフ）　優勝
  - 9月　全国車いすマラソン（篠山）　優勝
  - 10月　大分国際車いすマラソン　　　4位（日本人2位）
- 2010年
  - 6月　はまなす全国車いすマラソン　優勝
  - 11月　大分国際車いすマラソン　　　9位
  - 12月　広州アジアパラリンピック　マラソン　銀メダル
- 2011年
  - 6月　はまなす全国車いすマラソン　優勝（2連覇）
  - 10月　大分国際車いすマラソン　　　2位
  - 11月　ソウル中央マラソン　優勝
- 2012年
  - 2月　香港渣打車いすマラソン　優勝
  - 9月　ロンドンパラリンピック　マラソンT54 13位
- 2013年
  - 7月　フランス リオン世界選手権 5000m2位・1500m3位(日本人初)
- 2014年
  - 韓国 インチョンアジアパラリンピック5000m 3位
- 2015年
  - カタール ドーハ世界選手権 5000m5位・1500m7位
- 2016年
  - リオデジャネイロパラリンピック 5000m 4位・1500m8位
- 2017年
  - ロンドン世界選手権大会 5000m 7位
- 2021年
  - 東京パラリンピック　5000m 8位
- 2023年
  - 杭州アジアパラリンピック5000m 5位